# Orhan Delibaş
Orhan Delibaş (* 28. Januar 1971 in Kayseri, Türkei) ist ein ehemaliger niederländischer Boxer türkischer Herkunft. 

## Amateurkarriere
Orhan Delibaş begann noch als Kind mit dem Boxsport, wobei schnell sein Talent erkannt wurde. Den Großteil seiner Karriere wurde er von Hennie van Bemmel betreut. Er wurde von 1989 bis 1994 Niederländischer Meister im Halbmittelgewicht. Im März 1992 gewann er den Chemiepokal in Halle und die europäische Olympiaqualifikation in San Pellegrino Terme. Er nahm anschließend an den Olympischen Spielen 1992 in Barcelona teil, wo er sich gegen Choi Ki-soo, Chalit Boonsingkarn, Raúl Márquez und Robin Reid in das Finale vorkämpfte, dort gegen Juan Lemus unterlag und die olympische Silbermedaille gewann.
Weitere Erfolge waren die Silbermedaille bei den Europameisterschaften 1993 in Bursa, eine Bronzemedaille bei den Goodwill Games 1994 in Sankt Petersburg und die Goldmedaille bei den Militär-Weltmeisterschaften der CISM 1994 in Tunis.

## Profikarriere
Orhan Delibaş gab sein Profidebüt im September 1995 und gewann 22 Kämpfe in Folge, ehe er am 7. Juni 1999 beim Kampf um die EBU-Europameisterschaft im Halbmittelgewicht gegen Mamadou Thiam unterlag. Nach einem folgenden Sieg bestritt er am 3. Juni 2000 erneut einen Kampf um den EBU-Titel im Halbmittelgewicht, verlor dabei jedoch gegen Roman Karmasin. 2008 bestritt er noch zwei siegreiche Kämpfe, ehe er seine Karriere endgültig beendete.

## Herkunft und Familie
Orhan Delibaş ist in Kayseri geboren und verbrachte seine ersten Lebensjahre in Hınıs, ehe sein Vater, der als Gastarbeiter in den Niederlanden arbeitete, seine Frau, Orhan und dessen vier Geschwister 1980 nach Arnhem holte, wo Orhan nach wenigen Monaten mit dem Boxsport begann. Sein Vater starb 2018. Orhan Delibaş ist selbst Vater von zwei Söhnen und lebt in Doesburg.

## Sonstiges
Nach seiner Boxkarriere arbeitete Orhan Delibaş sieben Jahre lang im Jugendheim Harreveld in Oost Gelre, wo er junge Menschen bei der Suche nach Arbeit, Bildung und Unterkunft begleitete. Zudem betreibt er einen Boxclub in Arnhem, wo er Amateure und Profis betreut.